# A New Kind of Science
Новий вид науки (англ. A New Kind of Science) — це суперечлива книга-бестселер Стівена Вольфрама, опублікована його власною компанією в 2002 році. Вона містить емпіричне і систематичне дослідження обчислювальних систем, таких як клітинні автомати. Вольфрам називає такі системи простими програмами і стверджує, що філософія науки і методи, які відповідають задачі вивченню простих програм, мають відношення до інших галузей науки.

## Зміст

### Обчислення та його наслідки
Теза «Нового виду науки» є двоякою: характер обчислень повинен досліджуватися експериментально, а результати цих експериментів мають велике значення для розуміння фізичного світу. Починаючи з 30-х років минулого століття, обчислення в основному мали два підходи: інженерія, яка прагне побудувати практичні системи з використанням обчислень; і математика, яка прагне довести теореми про обчислення. Однак, як і в 1970-х роках, обчислювальна техніка була описана як перехрестя математичних, інженерних та емпіричних підходів.
Вольфрам представляє третій підхід, який прагне емпірично досліджувати саму техніку обчислення: він стверджує, що для цього необхідний абсолютно новий метод, оскільки традиційна математика не в змозі осмислити складні системи, і що існує верхня межа складності у всіх системах.

### Прості програми
Основним предметом за теорією Вольфрама є вивчення простих абстрактних правил — по суті, елементарних комп'ютерних програм. Практично в будь-якому класі обчислювальної системи можна зіткнутися зі складностями навіть у найпростіших випадках (після послідовного у часі ряду багаторазових ітераційних циклів, застосовуючи один і той самий простий набір правил сам до себе, подібно само-підсилюючому циклу, який використовує набір правил). Це здається істинним незалежно від компонентів системи та деталей її налаштування. Системи, які представлено у книзі, включають, серед іншого, клітинні автомати в одному, двох і трьох вимірах; мобільні автомати; машини Тюрінга в 1 і 2 вимірах; декілька різновидів замісної та мережевої систем; примітивні рекурсивні функції; вкладені рекурсивні функції; комбінатори; системи тегів; регістрові машини; реверсивне-додавання. Для того, щоб програма кваліфікувалася як проста, існує кілька вимог:
1. Її роботу можна повністю пояснити простою графічною ілюстрацією.
2. Її можна пояснити декількома реченнями людської мови.
3. Вона може бути реалізована комп'ютерною мовою, використовуючи лише кілька рядків коду.
4. Кількість її можливих варіацій є достатньо малою настільки, що всі вони можуть бути обчислені.

Як правило, прості програми мають дуже просту абстрактну структуру. Прості клітинні автомати, машини Тюрінга і комбінатори є прикладами таких структур (каркасів), тоді як більш складні клітинні автомати не обов'язково розглядаються як прості програми. Можливо також винайти нові структури, зокрема, щоб охопити роботу природних систем. Особливістю простих програм є те, що значна частина з них здатна виробляти велику складність. Перерахування всіх можливих варіантів практично будь-якого класу програм швидко призводить до несподіваних прикладів. Тоді виникає питання: якщо програма настільки проста, звідки виникає складність? У певній мірі, у визначенні програми не вистачає місця для безпосереднього кодування всіх дій програми. Тому прості програми можна розглядати як прояв емерджентності. Логічним висновком з цього явища є те, що якщо деталі правил програми не стосуються правил його поведінки, то дуже важко розробити просту програму для виконання безпосередньо конкретної поведінки. Альтернативний підхід полягає в тому, щоб спробувати спроектувати просту загальну обчислювальну основу, а потім виконати пошук за всіма можливими компонентами для найкращої відповідності.
Прості програми здатні на значний діапазон поведінки. Деякі з них виявилися універсальними комп'ютерами. Інші проявляють властивості, споріднені з традиційною наукою, такі як термодинамічна поведінка, континуальна поведінка, консервативні величини, перколяція, чутлива залежність від початкових умов та інші. Вони використовуються як моделі руху, руйнування матеріалів, росту кристалів, біологічного зростання, різноманітних соціологічних, геологічних та екологічних явищ. Інша особливість простих програм полягає в тому, що, за книгою, якщо їх ускладнити, то, здається, що це мало впливає на загальну складність. Новий вид науки свідчить про те, що простих програм достатньо, щоб охопити суть практично будь-якої складної системи.

### Картування та видобуток обчислювального всесвіту
Для вивчення простих алгоритмів та їх часто непердбачуваного впливу Вольфрам стверджує, що є необхідність досліджування обчислювальні системи і її впливу за алгоритмом. Далі мова йде про те, що це дослідження повинно стати новою галуззю науки, як фізика або хімія. Основною метою цієї сфери діяльності є розуміння та характеристика обчислювального всесвіту з використанням експериментальних методів.
Запропонована нова галузь наукового дослідження допускає багато різних форм наукового виробництва. Наприклад, якісні класифікації часто є результатом початкових набігів у обчислювальні джунглі. З іншого боку, допустимі також видимі докази того, що деякі системи обчислюють певну функцію. Існують також деякі форми виробництва, які певною мірою є унікальними для цієї галузі дослідження. Наприклад, відкриття обчислювальних механізмів, що виникають у різних системах, але в суттєво різних формах.
Інший вид виробництва передбачає створення програм для аналізу обчислювальних систем. За теорією із книги вони самі повинні бути простими програмами, які мають спільну мету і методологію. Розширення цієї ідеї полягає в тому, що людський розум сам є обчислювальною системою, отже, надання їй необроблених даних настільки можливим ефективним способом має вирішальне значення для дослідження. Вольфрам вважає, що програми та їх аналіз мають бути візуалізовані якнайточніше — тисячами і більше. Оскільки ця нова сфера стосується абстрактних правил, вона може в принципі вирішувати питання, що стосуються інших галузей науки. Однак, загалом, ідея Вольфрама полягає в тому, що в комп'ютерному всесвіті можна відкрити нові ідеї і механізми, де вони можуть бути представлені в найпростіших формах, а потім науковці в інших сферах діяльності матимуть змогу вибирати ті які вони вважатимуть актуальними.
За Вольфрамом: «Фундаментальною темою Нового Виду Науки є те, що обчислювальний всесвіт має неймовірні багатства. Вирішальним підтвердженням цього виразу є існування неймовірних речей які можуть бути використані за власною потребою.»

### Систематична абстрактна наука
Хоча Вольфрам виступає за прості програми як наукову дисципліну, він також стверджує, що його методологія стане проривом в інших галузях науки. В основі його аргументації лежить те, що вивчення простих програм є мінімально формою засвоєння науки, заснованим однаково як на абстракції, так і на емпіричних експериментах. Кожен аспект методології, що описано в книзі, підібраний для того, щоб зробити експерименти якомога більш прямими, легкими та значущими, одночасно максимізуючи шанси експерименту зробити щось несподіване. Подібно до того, як ця методологія дозволяє вивчати обчислювальні механізми у найпростіших формах, Вольфрам стверджує, що цей процес пов'язаний з математичною основою фізичного світу і тому може багато чого запропонувати науці.
Вольфрам стверджує, що обчислювальні реалії Всесвіту роблять науку жорсткою з фундаментальних причин. Але він також стверджує, що, розуміючи важливість цих реалій, ми можемо навчитися використовувати їх на свою користь. Наприклад, замість зворотного конструювання наших теорій від спостереження, ми у змозі перерахувати системи, а потім спробувати порівняти її з проявами які ми спостерігаємо. Основна тема книги полягає в дослідженні структури сфери можливостей. Вольфрам стверджує, що наука має вузький профіль, частково тому, через те, що моделі які використовується є невиправдано складними обмежених традиціях математики. Вольфрам виступає за використання моделей, варіації яких можна перелічити і чиї наслідки легко розрахувати і проаналізувати.

### Філософське підґрунтя

#### Обчислювальна незвідність
Вольфрам стверджує, що одним з його досягнень є забезпечення цілісної системи ідей, що виправдовує обчислення як організаційний принцип науки. Наприклад, він стверджує, що концепція обчислювальної незнижуваності (що деякі складні обчислення не можна спростити), зрештою, причиною того, що обчислювальні моделі природи повинні розглядатися на додаток до традиційних математичних моделей. Аналогічним чином, його уявлення про внутрішнє генерування випадковостей, стверджує що природні системи можуть породжувати свою власну випадковість, а не використовувати теорію хаосу або стохастичні обурення, маєтся на увазі, що обчислювальні моделі не повинні включати в себе явні випадковості.

### Принцип обчислювальної еквівалентності
Виходячи з його експериментальних результатів, Вольфрам розробив принцип обчислювальної еквівалентності (ПОЕ): принцип допускає, що системи, знайдені в природному світі, можуть виконувати обчислення до максимального («універсального») рівня обчислювальної потужності. Більшість систем можуть досягти цього рівня. Системи, в принципі, обчислюють ті ж речі, що й комп'ютер. Тому обчислення — це просто питання перекладу вводу і виводу з однієї системи в іншу. Отже, більшість систем є обчислювально еквівалентними. Запропонованими прикладами таких систем є людські ідеї та еволюція погодних систем.
Принцип може бути пояснений таким чином: майже всі процеси, які не є очевидними, мають еквівалентну складність. З цього принципу Вольфрам малює цілий ряд конкретних висновків, які він доводить, підкріплюючи його теорію. Можливо, найважливішим з них є пояснення того, чому ми відчуваємо випадковість і складність: часто системи, які ми аналізуємо, є такими ж складними, як і ми. Таким чином, складність не є особливою якістю систем, як, наприклад, поняття «тепла», а просто етикеткою для всіх систем, які є складними. Вольфрам стверджує, що розуміння цього робить можливим «нормальну науку» парадигми цієї книги.
Вольфрам доводить, що — як і більшість найважливіших наукових ідей — принцип обчислювальної еквівалентності дозволяє науці бути доступною всім, вказавши нові способи, за якими люди не є «особливими»; тобто, стверджувалося, що складність людського інтелекту робить нас особливими, але Принцип стверджує інакше. У певному сенсі, багато ідей Вольфрама базуються на розумінні наукового процесу, включаючи людський розум, що діє в межах того самого всесвіту, який він вивчає, а не перебуває поза ним.

### Програми та результати
У книзі існує низка конкретних результатів та ідей, і вони можуть бути перелічені за кількома темами. Одна загальна тема прикладів і додатків демонструє, наскільки мало складності потрібно для досягнення цікавої поведінки, і як правильна методологія може виявити таку поведінку.
По-перше, існує кілька випадків, коли книга вводить те, що було, під час складання книги, найпростішою відомою системою в якомусь класі, що має певну характеристику. Деякі приклади включають першу примітивну рекурсивну функцію, що приводить до складності в найменшій універсальній машині Тюрінга і найкоротшій аксіомі для пропорційного обчислення. Подібно до цього Вольфрам також демонструє багато простих програм, які зображують явища, такі як фазові переходи, консервативні величини, континуальне поведінка і термодинаміка, знайомі з традиційної науки. Прості обчислювальні моделі природних систем, таких як ріст оболонок, турбулентність рідини та філотаксис, є останньою категорією додатків, що потрапляють у цю тему.
Іншою загальною темою є наведення фактів про обчислювальний всесвіт в цілому та використання їх для обґрунтування цілей. Наприклад, Вольфрам обговорює, як факти про обчислювальний всесвіт підтверджують еволюційну теорію, SETI, вільну волю, теорію обчислювальної складності, і філософські області, такі як онтологія, гносеологія, і навіть постмодернізм.
Вольфрам припускає, що теорія обчислювальної незвідності може забезпечити дозвіл на існування вільної волі в номінально детермінованому всесвіті. Він стверджує, що обчислювальний процес у мозку істоти з вільною волею насправді є достатньо складним, для врахування у більш простому обчисленні через принцип обчислювальної незвідності. Таким чином, хоча цей процес дійсно детермінований, не існує кращого способу визначити волю істоти, ніж, по суті, запустити експеримент і дозволити його виконувати.
Книга також містить величезну кількість індивідуальних результатів — як експериментальних, так і аналітичних — про те, що обчислює конкретний автомат або які його характеристики, використовуючи деякі методи аналізу.
Книга містить новий технічний результат, що описує повноту стільникового автомата Тюрінга за Правилом 110. Дуже маленькі машини Тюрінга можуть імітувати Правило 110, яке Вольфрам демонструє, використовуючи 5-символьну універсальну машину Тюрінга з двома станами. Вольфрам припускає, що особлива 3-символьна машина Тюрінга з двома станами є універсальною. У 2007 році, в рамках святкування п'ятої річниці книги, компанія Вольфрам запропонувала премію в розмірі 25 000 доларів за доказ того, що ця машина Тюрінга є універсальною. Алекс Сміт, студент факульета комп'ютерних наук з Бірмінгема(Велика Британія) отримав приз в кінці цього року, довівши гіпотезу Вольфрама.

## Літня наукова школа
Щороку Вольфрам і його група інструкторів організовують літню школу . З 2003 по 2006 рік ці заняття проходили в Університеті Брауна. У 2007 році літню школу розпочав університет штату Вермонт у Берлінгтоні, за винятком 2009 року, який відбувся в Інституті науки і техніки в Індії в Пізі, Італія. У 2012 році програма була проведена в Curry College в Мілтоні, штат Массачусетс. З 2013 року Літня школа «Вольфрам» проводиться щорічно в Університеті Бентлі в Уолтем, штат Массачусетс. У 15 літніх школах взяли участь більше 550 осіб, деякі з яких продовжували розвивати свої 3-тижневі дослідницькі проекти в якості магістерські або докторські дисертації. Деякі дослідження, проведені в літній школі, було опубліковані.

## Прийом
Багато журналів публікували статті про «Новий вид науки», включаючи Нью-Йорк таймс, Newsweek, Wired, і The Economist. Деякі вчені називали книгу зарозумілою, і називали її фатальну ваду — прості системи, такі як стільникові автомати, не є достатньо складними, щоб описати ступінь складності існуючих систем, і зауважили, що Вольфрам ігнорував дослідження, що класифікували складність систем. Хоча критики сприймають дослідження Вольфрама, які демонструють універсальні обчислення, вони вважають їх незначним і заперечують твердження Вольфрама про зміну парадигми. Інші вважали, що робота містить цінну,нову ідею. Вольфрам звернувся до своїх критиків у серії повідомлень у блозі.
У статті, опублікованій 3 квітня 2018 року, «Новий вид науки» був включений до числа 190 книг, рекомендованих Біллом Гейтсом

### Наукова філософія
Принцип книги полягає в тому, що чим простіше система, тим більше ймовірність того, що версія буде повторюватися в широкому діапазоні більш складних контекстів. Тому Вольфрам стверджує, що систематичне вивчення простору простих програм призведе до бази ґрунтовних знань. Однак багато вчених вважають, що з усіх можливих параметрів лише деякі дійсно відбуваються у Всесвіті. Наприклад, з усіх можливих перестановок символів, що складають рівняння, більшість буде суттєво безглуздим. В книзі також критикували за те, що стверджують, що поведінка простих систем якимось чином є репрезентативною для всіх систем.

### Методологія
Загальною критикою є те, що вона не дотримується усталеної наукової методології. Наприклад, книга не встановлює жорстких математичних визначень, і не намагається довести теореми; і більшість формул і рівнянь записані на Mathematica, і не стандартними позначеннями. Через надмірну наочність, велику кількістю інформації, що передається зображеннями, які не мають формального значення книгу також критикували. Вольфрам також критикувався за те, що не використовує сучасних досліджень у сфері складності, особливо роботи, які вивчали складність з суворої математичної точки зору. І це розкритикували за неправдиву теорію хаосу: «У всій книзі він ототожнює теорію хаосу з явищем чутливої залежності від початкових умов.»

### Утиліта
Книгу критикували через те, що не надає конкретних результатів, які могли б негайно бути застосованими до поточних наукових досліджень . Існує також критика, неявна і явна, що вивчення простих програм мало пов'язане з фізичним всесвітом, і тому має обмежену цінність. Стівен Вайнберг відзначив, що жодна реальна система світу не була пояснена за допомогою методів Вольфрама.

### Принцип обчислювальної еквівалентності
Принцип обчислювальної еквівалентності критикують за розпливчастість, нематематичність та відсутність прямої перевірки прогнозів. Він також критикувався за те, що суперечить духу досліджень в галузі математичної логіки і теорії обчислювальної складності, які прагнуть зробити дрібнодисперсні відмінності між рівнями обчислювальної складності і неправильно поєднуючи різні види властивості універсальності. Крім того, такі критики, як Рей Курцвейл, стверджують, що він ігнорує відмінність між обладнанням та програмним забезпеченням; хоча два комп'ютери можуть бути еквівалентними за потужністю, не випливає, що будь-які дві програми, які вони можуть виконувати, також є еквівалентними. Інші вважають, що це всього лише повторне викладення тези Церкви — Тюрінга.

### Фундаментальна теорія (Глава 9)
Роздуми Вольфрама про напрямок фундаментальної теорії фізики називали невизначеними і застарілими. Скотт Ааронсон, професор комп'ютерних наук в Університеті Техасу, Остін, також стверджує, що методи Вольфрама не можуть бути сумісними як із спеціальною теорією відносності, так і з порушеннями теореми Белла, отже, не може пояснити спостережувані результати тестових експериментів Белла. . Однак аргументи Ааронсона є або правильними, і застосовуються до всієї наукової області квантової гравітації, яка прагне знайти теорії, що об'єднують теорію відносності та квантову механіку, або ж вони є фундаментальними недоліками (наприклад, під нелокальною прихованою теорією змінних супердетермінізму, визнаною самим Беллом.), і навіть вивчені, наприклад Фізика лауреата Нобелівської премії Жерарда Хоофта, див. також відповіді на критику цифрової фізики.
Едвард Фредкін і Конрад Цузе стали піонерами ідеї обчислювального Всесвіту, коли він написав рядок у своїй книзі про те, як світ може бути схожим на стільниковий автомат, а пізніше Фредкін розвинув її за допомогою іграшкової моделі, яка називається Salt. Казали, що у книзі є спроби прийняти ці ідеї як свою власні, але модель Всесвіту Вольфрама є мережею переписування, а не стільниковим автоматом, як сам Вольфрам запропонував, щоб клітинний автомат не міг врахувати відносні особливості, такі як абсолютний часовий проміжок. Юрген Шмідхубер також висунув звинувачення, що його робота над машинною обчислювальною фізикою Тюрінга була вкрадена, а саме його ідея про перерахування можливих обчислювальних всесвітів Тюрінга
У огляді НКС у 2002 році, лауреат Нобелівської премії та фізик елементарних частинок Стівен Вайнберг написав: "Сам Вольфрам є фізиком з елементарних частинок, і я вважаю, що він не може протистояти спробам застосувати свій досвід з цифровими комп'ютерними програмами в закони природи. Це привело його до думки (також розглянуто в роботі 1981 року Річарда Фейнмана), що природа дискретна, а не безперервна. Він припускає, що простір складається з набору ізольованих точок, таких як клітини в клітинному автоматі, і що навіть час тече в дискретних кроках. Слідуючи ідеї Едварда Фредкіна, він робить висновок, що сам Всесвіт буде автоматом, як гігантський комп'ютер. Це можливо, але я не бачу ніякої мотивації для цих міркувань, за винятком того, що це така система, до якої Вольфрам та інші звикли в своїй роботі на комп'ютерах. Так що тесляр, дивлячись на місяць, може припустити, що він зроблений з дерева.
Нобелівський лауреат Жерар 'т Хоофт нещодавно також запропонував об'єднуючу теорію квантової гравітації на основі клітинного автомата, як інтерпретацію теорії суперструн, де еволюційні рівняння є класичними. Як теорія бозонних струн, так і теорія суперструн можуть бути переформульовані в термінах спеціальної бази станів, визначеної на просторово-часовій решітці з довжиною ґратки {\displaystyle 2\pi {\sqrt {\alpha '.}}}

### Природний відбір
Ствердження Вольфрама про те, що природний відбір не є фундаментальною причиною складності в біології, змусило журналіста-вченого Кріса Лаверса стверджувати, що Вольфрам не розуміє теорію еволюції.

### Оригінальність
Книга була розкритикована за те, що вона не є оригінальною або достатньо важливою, щоб виправдати свою назву та претензії.
Авторитетний спосіб, яким книга представляє величезну кількість прикладів і аргументів, критикували так, що це наводить читача на думку, що кожна з цих ідей є оригінальною для Вольфрама, зокрема, одним з найбільш суттєвих нових технічних результатів, представлених у Книзі, що правило 110 стільникового автомата Тюрінга повністю не було доведено Вольфремом, а скорішего його помічником-дослідником Метью Куком. Проте, розділ приміток наприкінці книги визнає багато відкриттів, зроблених цими іншими вченими, посилаючись на їх імена разом з історичними фактами, хоча і не у формі традиційного бібліографічного розділу. Крім того, ідея про те, що дуже прості правила часто створюють велику складність, вже є усталеною ідеєю в науці, зокрема, в теорії хаосу і складних системах.